# 百済王聡哲
百済王 聡哲（くだらのこにきし そうてつ）は、平安時代初期の貴族。官位は正五位下・刑部大輔。

## 経歴
延暦16年（797年）従五位下・出羽守に叙任される。従五位上に叙せられたのち、桓武朝末の延暦24年（805年）主計頭に任ぜられる。
延暦25年（806年）平城天皇の即位後に越後守として地方官に転じる。大同3年（808年）正五位下・刑部大輔に叙任されて京官に復すが、以降の動静は不明。一説では淳和朝の天長4年（827年）7月7日に享年59で卒去したともされる。

## 官歴
『日本後紀』による。
- 時期不詳：正六位上
- 延暦16年（797年） 正月7日：従五位下。正月13日：出羽守
- 時期不詳：従五位上
- 延暦24年（805年） 9月24日：主計頭
- 延暦25年（806年） 5月1日：越後守
- 大同3年（808年） 正月25日：正五位下。6月5日：刑部大輔